# 아목시실린
아목시실린(amoxicillin)은 반합성 페니실린계 항생물질이다. 단독으로 투여하면 베타-락타메이스를 생성하는 균주에게는 거의 효과가 없다. 따라서 최근에는 클라불란산과 조합해서 사용한다. 이 조합은 항생제 중 가장 많이 쓰인다.
아목시실린과 같은 페니실린계 항생물질은 그람 양성균과 그람 음성균에 비슷한 효과를 보인다. 클라불란산과 함께 사용될 경우 그 적용 범위는 더 넓어지는데, 이때는 베타-락타메이스를 생성하는 세균 계통에게도 효과가 있다. 아목시실린은 장내구균, 디프테리아균, 리스테리아균, 화농성 연쇄상구균과 같은 그람 양성균과 모락셀라 카타랄리스, 대장균, 폐렴막대균, 살모넬라균, 이질균, 보렐리아균과 같은 그람 음성균에 효과가 있다. 흡인성 폐렴, 지역사회성 폐렴, 급성 부비동염, 요로감염, 급성 중이염, 조직 감염의 치료에 이용되며 동물이나 사람에 의한 물림 상처의 치료, 연쇄상구균 감염, 농가진, 당뇨병에 의한 족부 감염, 치성 감염, 편도 주위 농양의 치료에도 이용된다.

## 작용기전
아목시실린은 베타-락탐계열 항생물질로서 세포벽 합성에 관여하여 세균이 세포벽을 합성할 수 없게 한다. 세포벽은 세포의 가장 가장자리를 이루는 벽으로 세포가 구조를 유지하는 데 중요한 역할을 한다. 펩티도글리칸 합성은 세포막을 형성하는 작용으로 DD-트랜스펩티다아제가 주된 역할을 한다. DD-트랜스펩티다아제는 페니실린계 항생물질이 응고시키는 단백질 중 하나인데, 아목시실린은 DD-트랜스펩티다아제를 응고시켜 펩티도글리칸의 합성을 차단한다. 세포막을 형성하지 못한 세균은 그 구조를 유지하지 못하고 파괴된다.

## 적용균주
아목시실린은 중간 범위의 스펙트럼을 가진 항생제로서 다수의 그람양성균과 소수의 그람음성균에 대해 항균력을 나타낸다. 최근에는 내성균주의 증가로 아목시실린 단일 성분만으로 이루어진 약품보다는 아목시실린과 클라불란산을 조합하여 제조한 것을 사용한다. 다음은 아목시실린 단일 성분에 대해 감수성이 있는 균주이다.

### 그람양성균
Streptococcus 종, 페니실린 감수성 Streptococcus pneumoniae, 베타-락타메이스 비생성 Staphylococcus 종, Enterococcus faecalis

### 그람음성균
(베타-락타메이스 생성능력이 없음을 전제로) Haemophilus influenzae, Neisseria gonorrhoeae, Neisseria meningitidis, Escherichia coli, Proteus mirabilis, Salmonella 종

### 내성균주
(베타-락타메이스 생성능력이 있음을 전제로) 특히 Staphylococcus 종, Haemophilus influenzae, Neisseria gonorrhoeae
Pseudomonas 종, Klebsiella 종, Enterobacter 종, 인돌 양성 Proteus 종, Serratia marcescens, Citrobacter 종의 경우에는 베타-락타메이스 생성능력과 무관하게 아목시실린 내성을 가지고 있다.
아목시실린의 사용량은 항생제 중 가장 많으며 증가하고 있기 때문에 전반적인 균주들의 아목시실린 내성률이 증가하고 있다.

## 참고자료
- Evans, Justin; Hannoodee, Maryam; Wittler, Micah. “Amoxicillin Clavulanate”. 《StatPearls》.